# Smart EQ
Smart EQ ist eine 2018 begründete Submarke der Automarke Smart für elektrisch angetriebene Fahrzeuge ohne Verbrennungsmotor, analog zu Mercedes-Benz EQ, beides Marken des Automobilherstellers Mercedes-Benz AG. Der zugehörige Slogan lautet „Electric Intelligence“. Die ab 2009 bei Smart und ab 2014 in der Mercedes-Benz B-Klasse verwendete Bezeichnung electric drive (ED) für die elektrisch angetriebenen Varianten wurde mittlerweile ersetzt.

## Hintergrund
Die mindestens 175 kg schweren Akkupakete für EQ-Fahrzeuge stammen aus der Fabrik der Mercedes-Benz-Group-Tochter Deutsche Accumotive im sächsischen Kamenz. Die verwendeten Lithium-Ionen-Akkumulator-Zellen werden von meist koreanischen Produzenten zugekauft, obwohl die Daimler AG bis 2015 ebenfalls in Kamenz mit Li-Tec Battery einen eigenen Zellhersteller besaß, und 2009 auch von Tesla eingekauft hat. Die Zellen von ehemaligen Mietfahrzeugen werden seit 2016 in Batterie-Speicherkraftwerken in einem „zweiten Leben“ weiter genutzt.
Der zweisitzige Smart Fortwo (450) wurde 1998 nur mit Ottomotor vorgestellt, obwohl das Konzept ebenso wie die Mercedes-Benz A-Klasse auf Elektroantrieb und Batterie im doppelten Boden (Sandwich-Bauweise) ausgelegt war. Sowohl alle Smart fortwo- und forfour-Modelle der Baureihen 450, 451 und 453 als auch die Mercedes A-Klasse Baureihen 168 und 169 gehen auf das gemeinsame Konstruktionsprinzip der NAFA-Konzeptstudie (NAFA = „Nahverkehrsfahrzeug“) aus dem Jahr 1981 zurück. In Kalifornien wurden auch elektrisch angetriebene Smart erprobt. Dort zwang in den 1990er Jahren der Gesetzgeber die Hersteller dazu, Null-Emissions-Autos anzubieten. Als dies gelockert wurde verschwanden auch die E-Autos wieder.
Smart baute seit 2012 mit dem fortwo Cabrio das einzige Elektro-Cabrio auf dem Markt und hat 2019/2020 mit der Auflage und Produktion der jüngsten Modellpflege für fortwo und fourfour als erster konventioneller PKW-Hersteller den Übergang zum reinen Elektroauto-Produzenten abgeschlossen. Smart ließ zuletzt nur noch an zwei Standorten in Europa im Auftrag fertigen. Im lothringischen „Smartville Hambach“ wurde weiterhin der zweisitzige Smart EQ fortwo produziert, seit Verkauf der Fabrik allerdings durch Ineos Automotive, und im unterkrainischen Novo mesto wurde bei der Renault-Tochter Revoz der viersitzige Smart EQ forfour als Renault-Twingo-Abkömmling hergestellt – Letztgenannter allerdings nur noch bis zum 31. Dezember 2021.
Die vollständige Verlagerung der Produktion nach China zum neuen Joint-Venture-Partner Geely ab 2022 wurde bereits 2020 angekündigt. Den Anfang im neuen Portfolio macht dabei mit dem Smart #1 das erste Smart-SUV im B-Segment (ein Kleinwagen mit vergleichbaren Dimensionen wie der Smart forfour) auf Basis der SEA-Plattform („Sustainable Experience Architecture“) von Geely und dem weiterentwickelten Konzept des Smart formore aus dem Jahr 2006.

## Fortwo 450 Electric Drive (ED1, 2006)

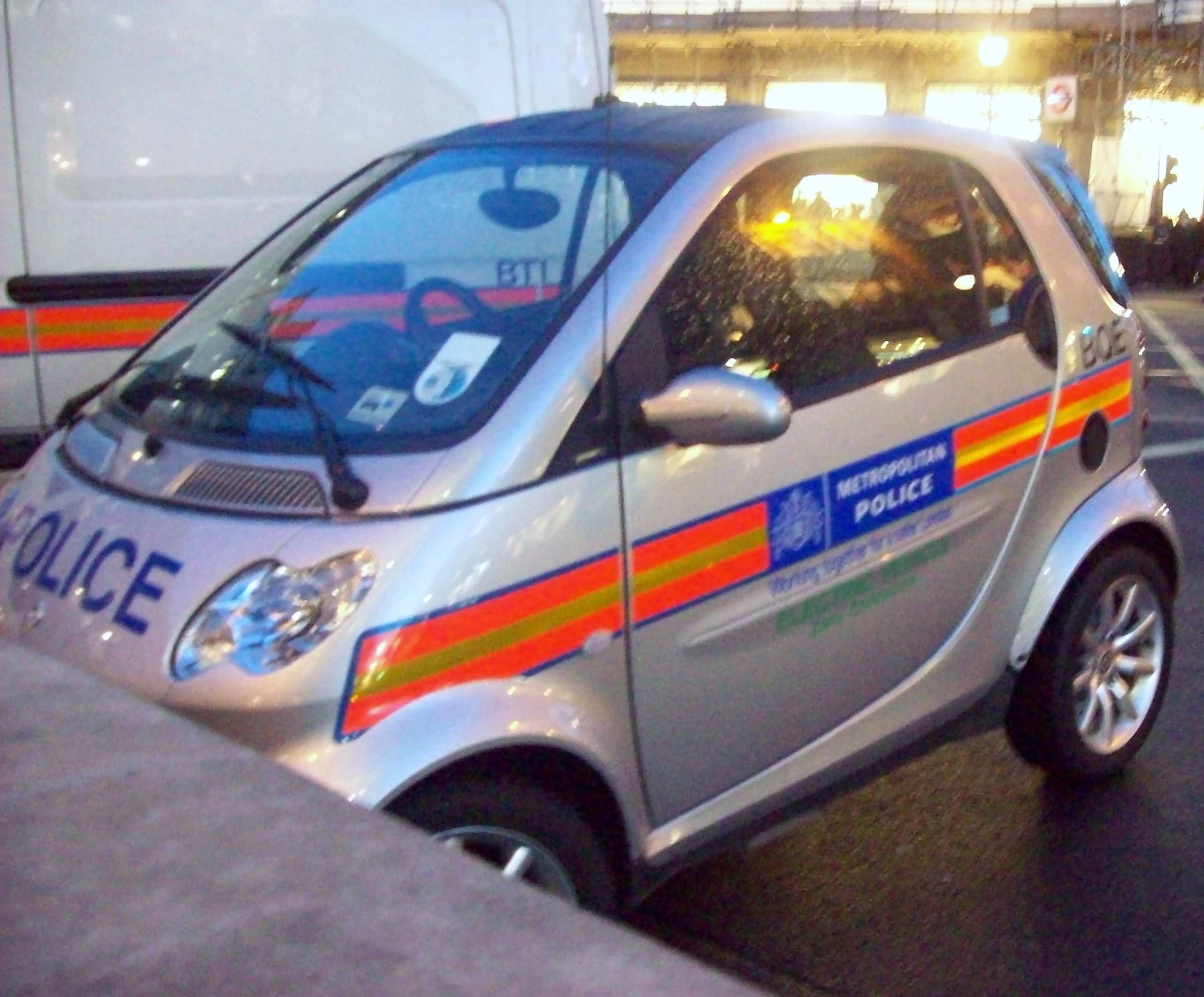
Polizei-ED1 in London, 2008

Der erste elektrische Smart, als Kleinserie für einen Flottenversuch, hatte die 250 cm lange originale Karosserie des Typs 450, in der Version nach dem Facelift. Ab 2006 wurden in London in einem Großversuch 100 Smart getestet. Der später als ED 1 bezeichnete erste Flottenversuch mit einer Elektroversion hatte einen 30-kW-Motor, womit das Fahrzeug ca. 100 km/h erreichte. Als Reichweite wurde bis zu 115 Kilometer angegeben. Als Antriebsbatterie wurde eine – bereits in anderen Automobilen erprobte – Hochtemperatur-Zebra-Batterie (Natrium-Nickelchlorid-Zelle) verwendet, deren Kapazität mit 13,5 kWh angegeben wurde.
Elektro-Umbauten auf Basis des 450
Der Smart war bereits in den 1990er Jahren auch für Elektroantrieb konzipiert, mit Platz im Unterboden für ein einteiliges Akkupaket, und Details wie Symbole für Zapfsäule und Ladesäule in der Tankanzeige. Zu kaufen gab es bis Mitte 2012 allerdings keine elektrischen Smart ab Werk. Mehrere kleinere Hersteller rüsteten Verbrenner-Smart auf Elektroantrieb um, teils in wenigen Tagen. Es gab auch Versionen die an einem Solarcarport direkt geladen werden konnten, insbesondere wenn 48V-Technik verbaut war.

## Fortwo 451 ED 2 (2009–2011)

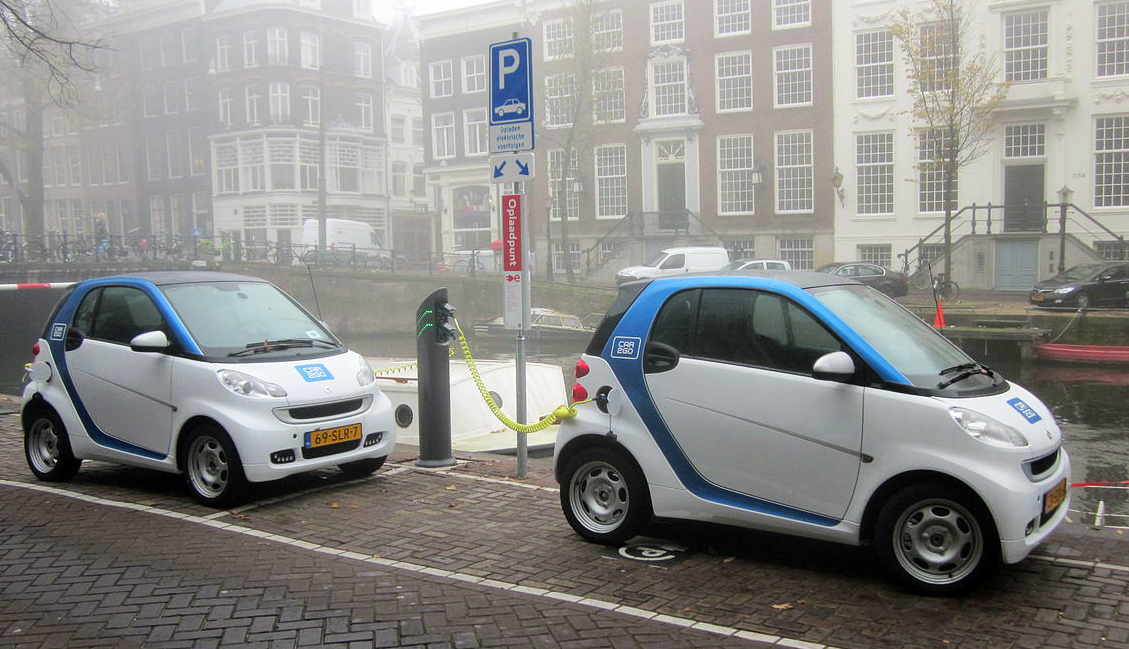
Carsharing ED2 in Amsterdam, 2011

Die nächste Flottenversuchs-Version ED 2 basierte auf der nun 269 cm langen Baureihe 451 und hatte einen 150 kg schweren Lithium-Ionen-Akku mit einer Kapazität von 16,5 kWh. Akku und Motor wurden von Tesla Motors hergestellt. Das mit Wasserkühlung versehene Akkupaket bestand dabei aus 1600 teslatypischen Rundzellen und kam auf 20 kW Dauer- und 30 kW Peakleistung. Die Spitzengeschwindigkeit des Smart ED 2 beträgt 112 Kilometer pro Stunde, der Energiebedarf liegt bei zirka 12 kWh/100 km. Diese Fahrzeuge wurden ab Ende 2009 im Smart-Werk im französischen Hambach in insgesamt 2100 Exemplaren produziert.
Die Smart ED 2 wurden zunächst im E-Mobility Berlin genannten Flottenversuch zur Elektromobilität in Zusammenarbeit mit RWE eingesetzt. Weitere Exemplare wurden als Flottenfahrzeuge verleast und später beim Carsharinganbieter car2go eingesetzt. Kaufen konnte man dieses Modell nicht. Aus 1000 der gebrauchten Akkus wurde in Lünen ein 13-MWh-Stromspeicher gebündelt, angeblich der weltweit größte Speicher aus gebrauchten Batterien.

## Fortwo 451 ED 3 (2012–2015)

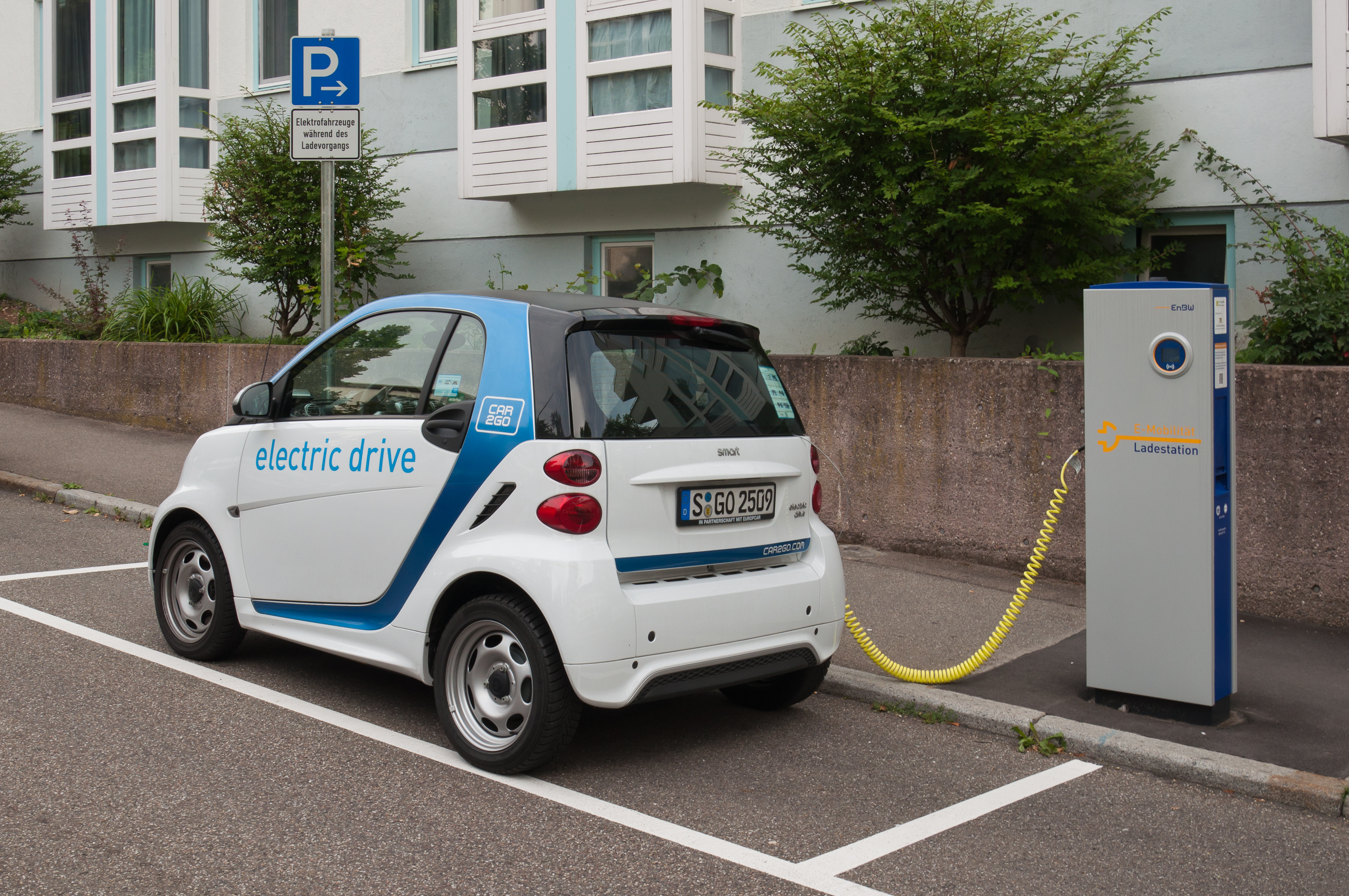
Car2Go-ED-3 in Stuttgart, 2013

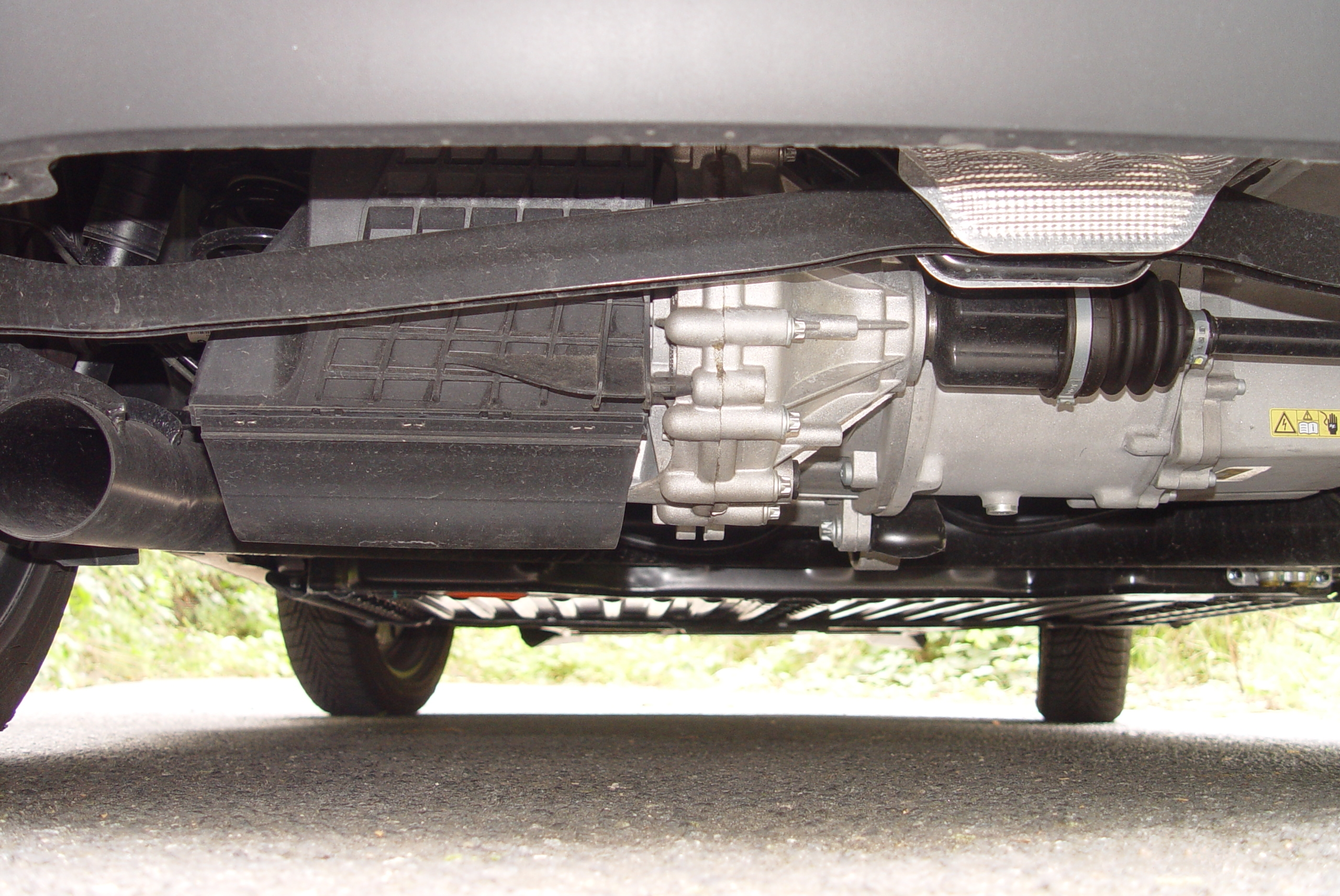
Antriebsstrang des ED mit Differentialgetriebe und Elektromotor. Das Rohr links ist die Radaufhängung.

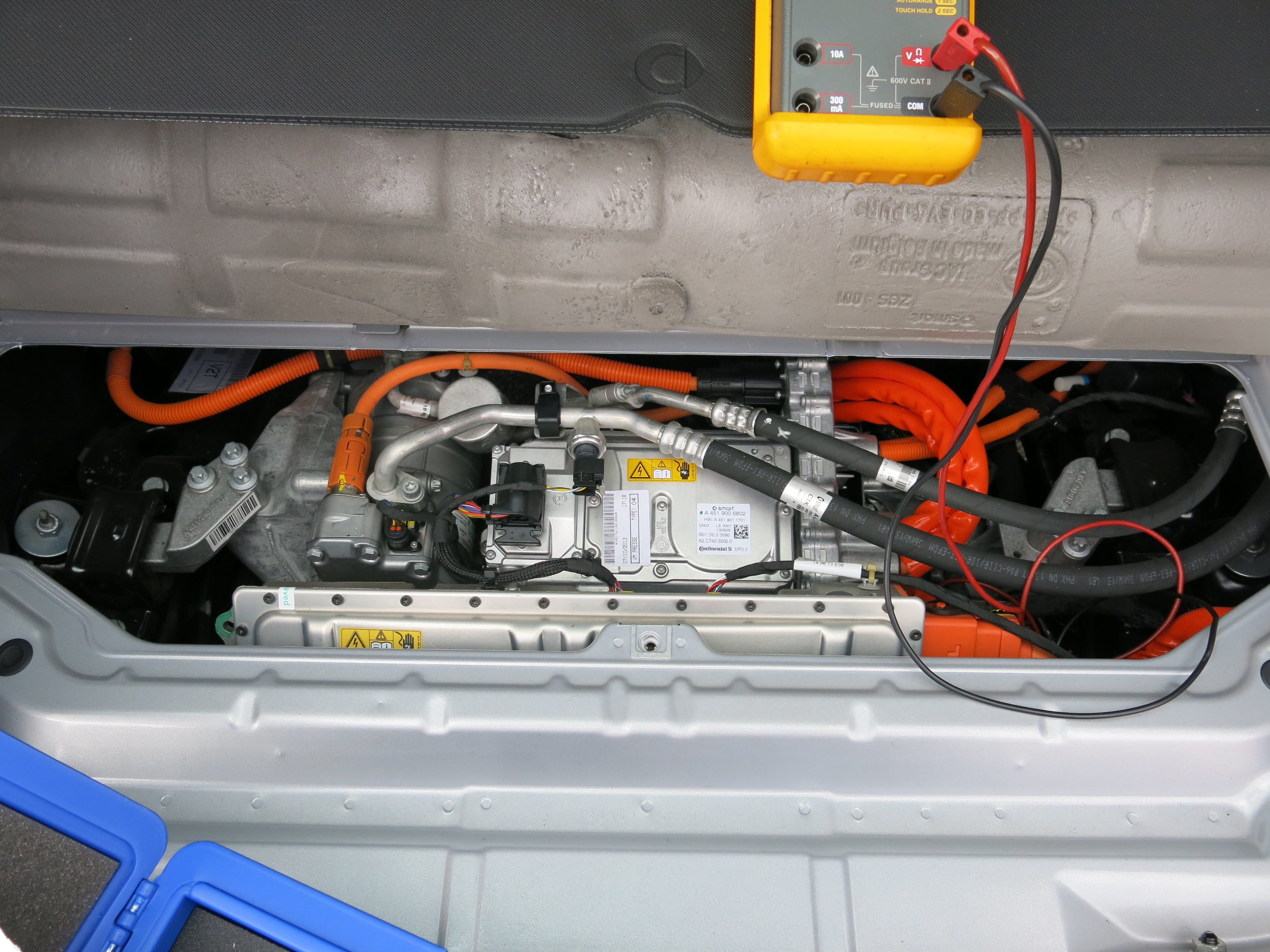
Smart-ED, Blick in den Motorraum. Im Vordergrund ein Ladegerät

Auf der IAA 2011 wurde ein Modell des Fortwo Electric Drive vorgestellt, das ab 2012 zu kaufen war. Der Smart ED 3 basiert auf dem 451 mit Facelift-Karosserie, unterscheidbar unter anderem an den Stoßfängern sowie dem Smart-Logo im Kühlergrill anstatt darüber. Dieses Modell hatte nun einen zusammen mit Bosch als EM-motive entwickelten Elektromotor SMG180/120, dessen maximales Drehmoment im Smart mit 130 Nm angegeben wird. Der Lithium-Ionen-Akku, hergestellt in Kamenz bei den Daimler-Töchtern Li-Tec Battery (Zellherstellung) und Deutsche Accumotive (Montage) hat eine Kapazität von 17,6 kWh, womit eine Reichweite von über 140 Kilometern möglich ist. Das 175 kg schwere Akkupaket vom Typ E18-1 besteht aus 93 Pouchzellen (3 Module mit je 31 Zellen) und verfügt über ein wasserbasiertes Thermomanagement zum Kühlen und Heizen. Aus dem Stand kann der Wagen in 4,8 Sekunden auf Tempo 60 beschleunigen, Tempo 100 wird nach 11,5 Sekunden erreicht. Die Höchstgeschwindigkeit liegt bei 125 km/h. Die Brabus-Varianten weisen etwas bessere Werte auf, da die Software mehr Spitzenleistung und Geschwindigkeit freigibt.
Ab Mitte 2012 war der Smart ED 3 als Coupé und Cabriolet auf dem Markt erhältlich. Der serienmäßige Motor darf kurzzeitig per Kickdown maximal 55 kW leisten, die Dauerleistung über 30 Minuten ist bedingt durch die Batteriekapazität mit 35 kW angegeben. Bei dem Sondermodell Brabus ist die Spitzenleistung auf 60 kW gesteigert. Die Werte sind durch das Akkusystem vorgegeben, nicht durch den Motor, denn in anderen Autos darf der SMG180 wesentlich mehr leisten. Der Smart ED 3 kann an einer herkömmlichen 230-Volt-Schuko-Steckdose mit dem mitgelieferten „Ladeziegel“ (dieser gibt dem E-Auto vor ob es 8A, oder auf Knopfdruck 12A ziehen darf) bis zu etwa 12 A (2760 W) in etwa sieben Stunden geladen werden. Man spricht hier auch von „Schnarchladung“, als Gegenstück zu „Schnellladung“ in unter einer Stunde. Mit einem optionalen Ladekabel mit Typ-2-Stecker kann an Ladestationen die volle 16A-Leistung (Ladezeit 6 Stunden) des serienmäßige 3,7-kW-Bordladegerätes genutzt werden. Eine Ladung mit bis zu 22 kW ist über ein optionales dreiphasiges 32A-Bordladegerät möglich, bei dem die Ladeströme flexibel auch auf niedrigere Werte angepasst werden können. Es reduziert im Idealfall die Ladezeit auf weniger als eine Stunde. Smart gibt die Reichweite einer Akkuladung mit 145 km an. Der Verbrauch wird mit 15,1 kWh (Homepage) bzw. 13,3 kWh (Werbespot) pro 100 km angegeben. Im ADAC-Test verbrauchte der Smart ED 13,04 kWh/100 km. Dies entspricht dem Energiegehalt von 1,47 Litern Benzin.
Die Batterie musste beim Kauf eines Smart ED 3 nicht für 4770 € mitgekauft werden, sondern wurde von 90 % der Kunden gemietet (sale&care 65 € im Monat). So konnte der Neupreis des Fahrzeugs ebenso wie das Risiko eventueller Probleme niedrig gehalten werden, da der Akku bei Unterschreiten von 80 % des Sollwertes (State of Health, SOH) ausgetauscht wird. Die Miete ist auf max. zehn Jahre begrenzt, der Akku kann zum jährlich reduzierten Zeitwert gekauft werden. Über eine mobile App ließ sich der Status (Ladung, Reichweite, nächste Ladestation, Vorklimatisierung) des Fahrzeugs überprüfen und steuern. Diese Funktion wurde nur für drei Jahre zugesichert, nach spätestens fünf Jahren wurde der Serverbetrieb für die App eingestellt, was mit Verwendung vom GSM-Mobilfunktechnik begründet wurde.
Daimler hat 2012 eine eigene Windkraftanlage erworben um den Strombedarf für den Betrieb von 2500 in Deutschland verkauften Smart Fortwo Electric Drive CO2-neutral bereitzustellen. Die WKA vom Typ Enercon E-82 mit 2,3 MW Nennleistung steht im Windpark Oberland bei Helmbrechts in Oberfranken rund 150 Meter neben der A9.
In Deutschland war der Smart ED 3 auch im Rahmen von Forschungsprojekten im Straßenverkehr zu finden. So wurden 2012–2015 in der Region Bremen/Oldenburg im Rahmen des Forschungsvorhabens Unternehmensinitiative Elektromobilität (UI ELMo) Smart ED 3 von teilnehmenden Unternehmen aus der Region gefahren, um unter anderem das Thema Elektromobilität bekannter zu machen.
Bereits im August 2015 gab MB Smart die Produktionseinstellung des Smart ED 3 bekannt, obwohl er zu dieser Zeit in Deutschland das am zweithäufigsten verkaufte Elektroauto war, nach dem BMW i3 und vor der Renault Zoe.
Ähnlich wie in Lünen wurde ab 2016 in Hannover zusammen mit den Stadtwerken (Enercity) und der Tochter Deutsche ACCUmotive ein Batterie-Speicherkraftwerk mit einer Speicherkapazität von insgesamt 15 MWh gebaut. Bei diesem werden 3000 der für das Auslaufmodell Smart ED 3 als Ersatz vorgehaltene neue Akku-Module verwendet. Der Autobauer gab das Versprechen, Ersatzteile 15 Jahre ab dem Autokauf vorzuhalten, und nutzt diese derweil für ein Zusatzgeschäft auf dem deutschen Markt für Primärregelleistung (PRL). Seit Juni 2018 werden im Kraftwerk Werdohl-Elverlingsen weitere 9,8 MWh Speicherkapazität genutzt.
Der Smart Fortwo ED wurde in das Car2go-Konzept integriert. Bei diesem Mobilitätskonzept ist eine kurzzeitige Nutzung der Fahrzeuge auf Minutenbasis möglich und im Gegensatz zu traditionellen stationsbasierten Carsharing-Programmen sind der Miet- und Rückgabeort flexibel (free floating) im Geschäftsbereich. Die Mehrzahl der eingesetzten Fahrzeuge war mit Verbrennungsmotor ausgerüstet. In Stuttgart und einigen anderen Städten (u. a. Madrid) waren dagegen nur Elektrofahrzeuge im Angebot, 500 Smart Fortwo und 50 Mercedes B250e, insgesamt 550. Die Stuttgarter ED-3-Flotte wurde ab Sommer 2018 durch aktuelle EQ-Modelle mit 22-kW-Schnelllader ersetzt.

### Technische Daten
| Bauzeitraum                                                                                 | 06/2012–08/2015                        | 09/2012–08/2015                        |
| Motorkenndaten                                                                              |                                        |                                        |
| Motorbezeichnung                                                                            | Bosch EM0003                           | Bosch EM0003                           |
| Motortyp                                                                                    | Synchronmotor                          | Synchronmotor                          |
| Dauerleistung Gemäß ECE R85                                                                 | 35 kW (48 PS)                          | 35 kW (48 PS)                          |
| Max. Leistung                                                                               | 55 kW (75 PS)                          | 60 kW (82 PS)                          |
| Max. Drehmoment                                                                             | 130 Nm                                 | 135 Nm                                 |
| Kraftübertragung                                                                            |                                        |                                        |
| Antrieb                                                                                     | Heckantrieb                            | Heckantrieb                            |
| Getriebe                                                                                    | Eingang-Getriebe                       | Eingang-Getriebe                       |
| Antriebsbatterie                                                                            |                                        |                                        |
| Zellchemie                                                                                  | Nickel-Mangan-Cobalt-Akkumulator (NMC) | Nickel-Mangan-Cobalt-Akkumulator (NMC) |
| Energieinhalt, brutto / netto                                                               | 17,6 kWh / 16,7 kWh                    | 17,6 kWh / 16,7 kWh                    |
| Messwerte                                                                                   |                                        |                                        |
| Höchstgeschwindigkeit                                                                       | 125 km/h                               | 130 km/h                               |
| Beschleunigung 0–60 km/h / 0–100 km/h                                                       | 5,0 s / 11,5 s                         | 4,4 s / 10,2 s                         |
| Leergewicht mit Fahrer 68 kg und Gepäck 7 kg                                                | 975 kg (995 kg Cabrio)                 | 1000 kg (1020 kg Cabrio)               |
| Stromverbrauch (kombiniert) gemäß Verordnung (EG) Nr. 715/2007, bei Aufladen an 230 V / 8 A | 15,1 kWh/100 km                        | 16,3 kWh/100 km                        |
| Reichweite gemäß NEFZ, ECE R101                                                             | 145 km                                 | 145 km                                 |

## Smart ED/EQ 453 und Smart ED/EQ W 453 (2017–2024)

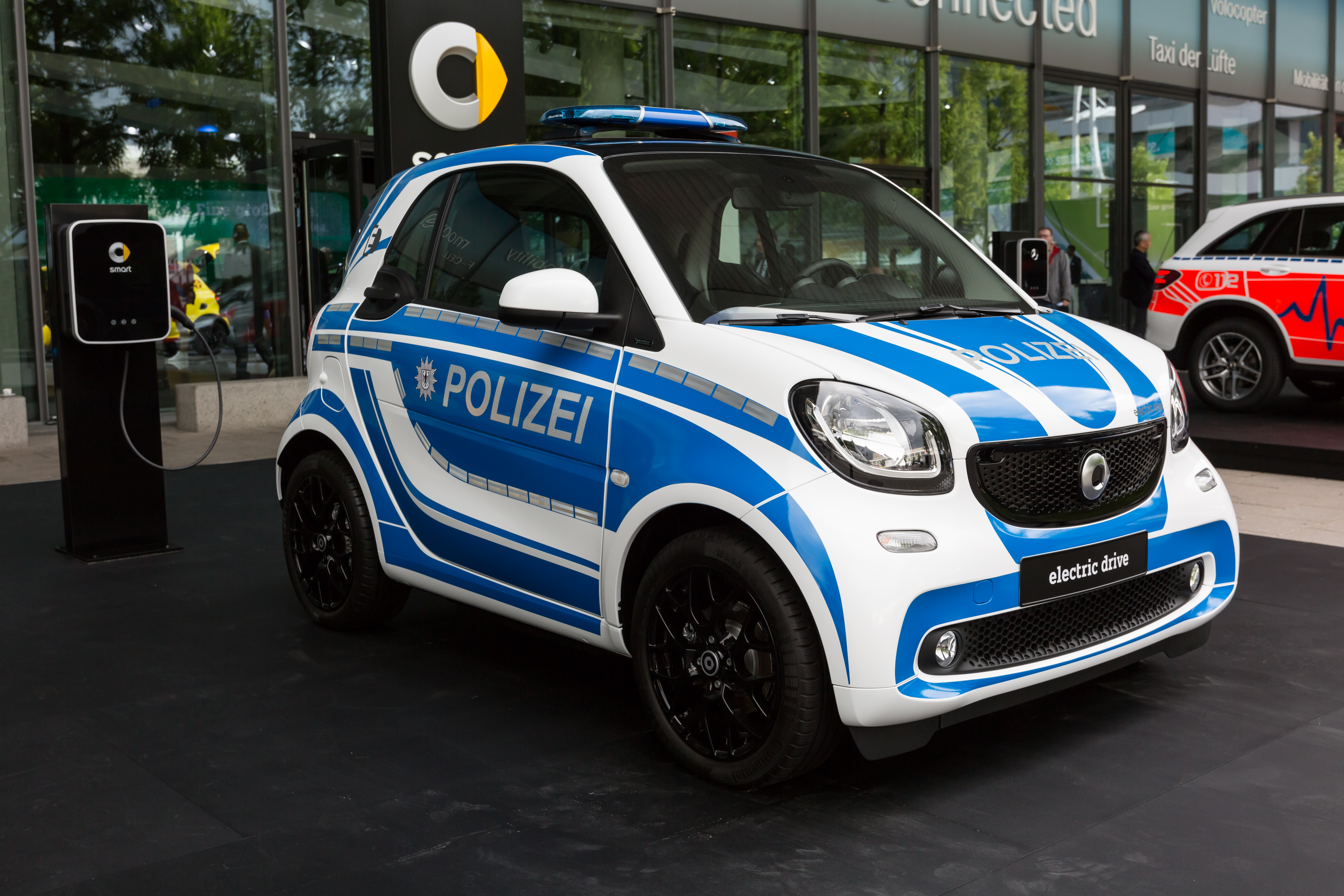
Smart 453 Fortwo electric drive, IAA 2017

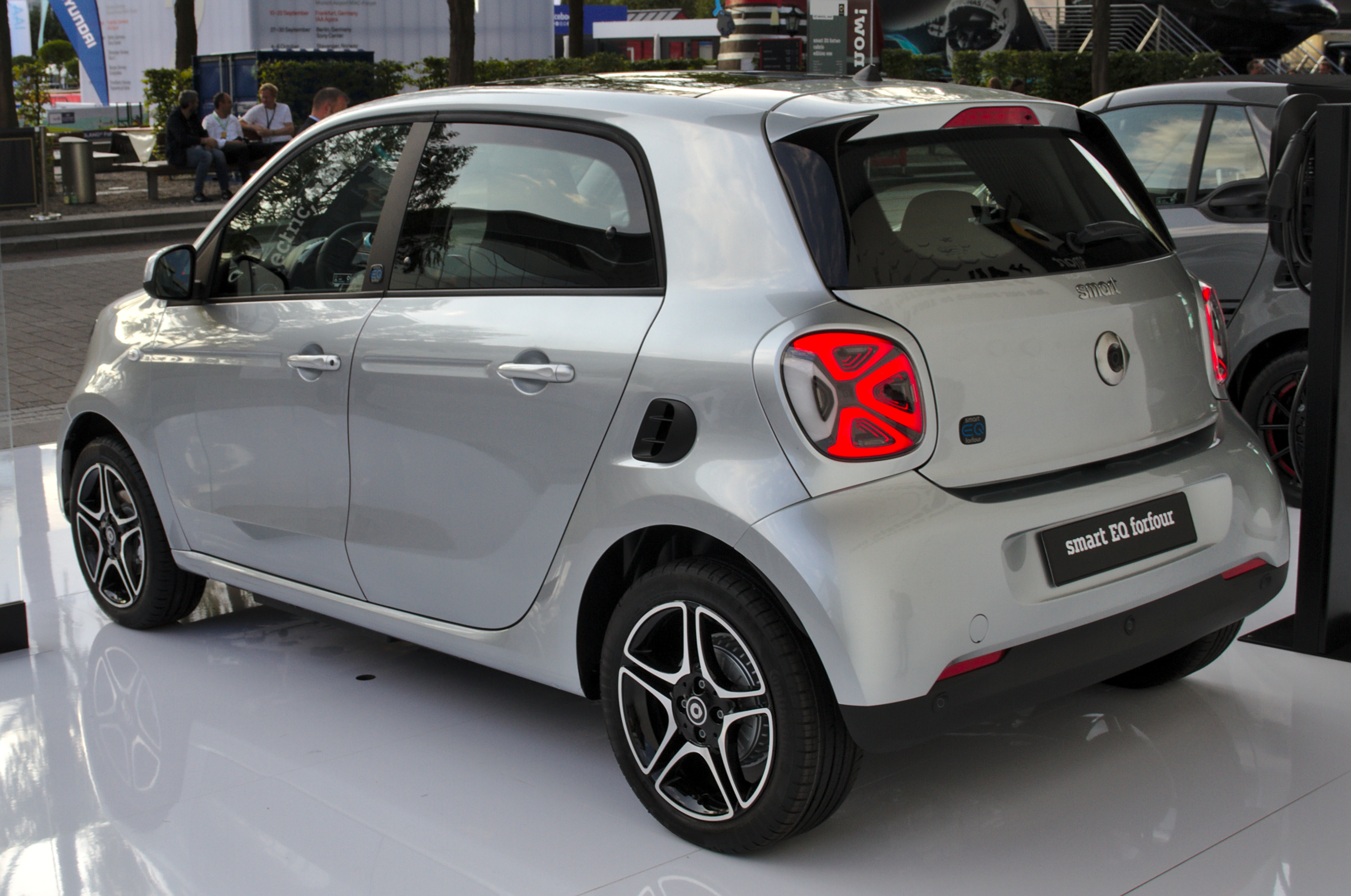
Smart EQ Forfour, Facelift, IAA 2019

Die dritte Generation des zweitürigen Smart ForTwo (453) konstruierte und baute Mercedes-Benz bereits seit 2014 aus Kostengründen zusammen mit Renault. Renault lieferte die Antriebstechnik (Verbrennungs- und Elektromotoren) und baute in Slowenien bei Revoz parallel zum ForTwo die zweite Generation des viertürigen ForFour (W 543) zusammen mit seinem plattformgleichen Bruder Renault Twingo, der erst im Frühjahr 2020 als batterieelektrischer Twingo Z.E. auf den Markt kam. Der ForTwo wird nach wie vor in Hambach gebaut, ist ebenso kurz wie das Vorgängermodell, aber deutlich breiter. Die Front hat nun eine Stufe, aus Sicherheitsgründen für Fußgängerschutz. Da der Smart ED 3 im Jahr 2015 eingestellt wurde, der ED 4 mit Renault-Zoe-Technik erst 2017 erhältlich war (die optionale 22-kW-Ladefunktion konnte sogar erst 2018 angeboten werden) konnte Smart zwischenzeitlich keine Elektroversion anbieten. Im Frühjahr 2018 wurde das Branding von ED auf EQ umgestellt, die neue E-Auto-Submarke von Daimler. 2019 erfolgte die letzte Modellpflege für EQ Fortwo 453 und EQ ForFour W 453 vor der Einstellung der Modelle. Seit diesem Facelift ist Smart eine reine Elektroautomarke; die bisherigen Verbrennermodelle sind komplett entfallen.

### Fortwo 453 Electric Drive / EQ (ED 4)
Auf dem Pariser Autosalon 2016 wurde die insgesamt vierte Elektroversion (ED 4) in der dritten Karosserie-Generation präsentiert. Dieser Elektromotor wurde ab 2017 im fortwo, im fortwo Cabrio und erstmals auch im forfour angeboten. Der Smart ED 4 ist an weißen Schriftzügen vorne und hinten zu erkennen, außerdem am ED-Stecker-Logo. Im Sondermodell Greenflash sind die Tridion-Zelle und die Außenspiegel in electric green lackiert. Der Drehzahlmesser aus den Modellen mit Verbrennungsmotor wurde durch eine Anzeige der momentanen Leistung ersetzt.
Der Elektromotor wurde von Renault im nordfranzösischen Cléon gebaut und leistet 60 kW (81 PS). Das maximale Drehmoment beträgt 160 Newtonmeter, die Geschwindigkeit wird bei 130 km/h abgeregelt. Die 169 kg schwere Antriebsbatterie vom Typ E18-2 hat eine nutzbare Kapazität von 16,7 kWh. Sie wird im sächsischen Kamenz von Deutsche Accumotive gebaut und besteht aus 96 Pouchzellen (3 Module mit je 32 Zellen) des Zulieferers LG Chem. Das Akkupack kommt auf 47 kW Dauer- und 76 kW Peakleistung und verfügt – wie die Vorgängergeneration ED 3 – über ein wasserbasiertes Thermomanagement zum Kühlen und Heizen. Die Reichweite der Elektro-Smart beträgt bis zu 160 Kilometer. Die Ladezeiten lassen sich mit einer Wallbox von sechs auf 3,5 Stunden verkürzen. Gegen Aufpreis ist 2018 ein 22 kW starker Schnelllader auf den Markt gekommen, der den Akku in 45 Minuten zu 80 Prozent wieder füllt. Das Laden des Akkus lässt sich künftig mit einer mobilen App steuern. So lässt sich beispielsweise der Innenraum kühlen oder heizen, um später während der Fahrt den Akku nicht zusätzlich zu belasten.
Der Preis für den günstigsten Smart ED 4 lag bei der Markteinführung des Modells im März 2017 bei 21.940 Euro; zur Markteinführung wurde das Smart Coupé und Cabrio auch als Sondermodell Greenflash zu Preisen ab 27.839 Euro angeboten.
Im März 2018 wurde die elektrische Version in Smart EQ umbenannt, wie die geplante elektrische EQ-Familie von Mercedes-Benz, mit schwarz lackierten Nightsky-Sondermodellen. Der 22‑kW-Onboardlader war ab Mai 2018 erhältlich für 840 Euro extra, ältere Fahrzeuge können nicht nachgerüstet werden. Zudem wurde die App „EQ Control“ angekündigt. Diese funktionierte bis zum 31. Dezember 2024 und wurde dann eingestellt. Die Anzeige von Informationen und die Steuerung von Funktionen können seitdem alternativ mit dem „Open-Source-System“ – OVMS (Open Vehicle Monitoring System) erfolgen, welches per OBD-2 angeschlossen und über eine App oder per MQTT gesteuert wird.

### Technische Daten
|                                           | Electric Drive / EQ                    |
| ----------------------------------------- | -------------------------------------- |
| Bauzeitraum                               | 03/2017–03/2024                        |
| Motorkenndaten                            |                                        |
| Motorbezeichnung                          | Renault 5AL                            |
| Motortyp                                  | Synchronmotor                          |
| max. Leistung                             | 60 kW (81 PS)                          |
| max. Drehmoment                           | 160 Nm                                 |
| Kraftübertragung                          |                                        |
| Antrieb                                   | Heckantrieb                            |
| Getriebe                                  | Eingang-Getriebe                       |
| Antriebsbatterie                          |                                        |
| Zellchemie                                | Nickel-Mangan-Cobalt-Akkumulator (NMC) |
| Energieinhalt, brutto / netto             | 17,6 kWh / 16,7 kWh                    |
| Messwerte                                 |                                        |
| Höchstgeschwindigkeit                     | 140 km/h (abgeregelt)                  |
| Beschleunigung, 0–100 km/h                | 11,5 s (Cabrio: 11,8 s)                |
| Leergewicht (DIN)                         | 1.010 kg                               |
| Stromverbrauch (kombiniert) in kWh/100 km | 12,9 (Cabrio: 13,0)                    |
| Reichweite (NEFZ)                         | 160 km                                 |

### Fortwo 453 Brabus Ultimate E
Im September 2020 präsentierte Brabus mit dem Ultimate E eine leistungsgesteigerte Version des EQ. Mit 68 kW (92 PS) leistete sie 10 PS mehr. Die Höchstgeschwindigkeit lag nach wie vor bei 130 km/h.

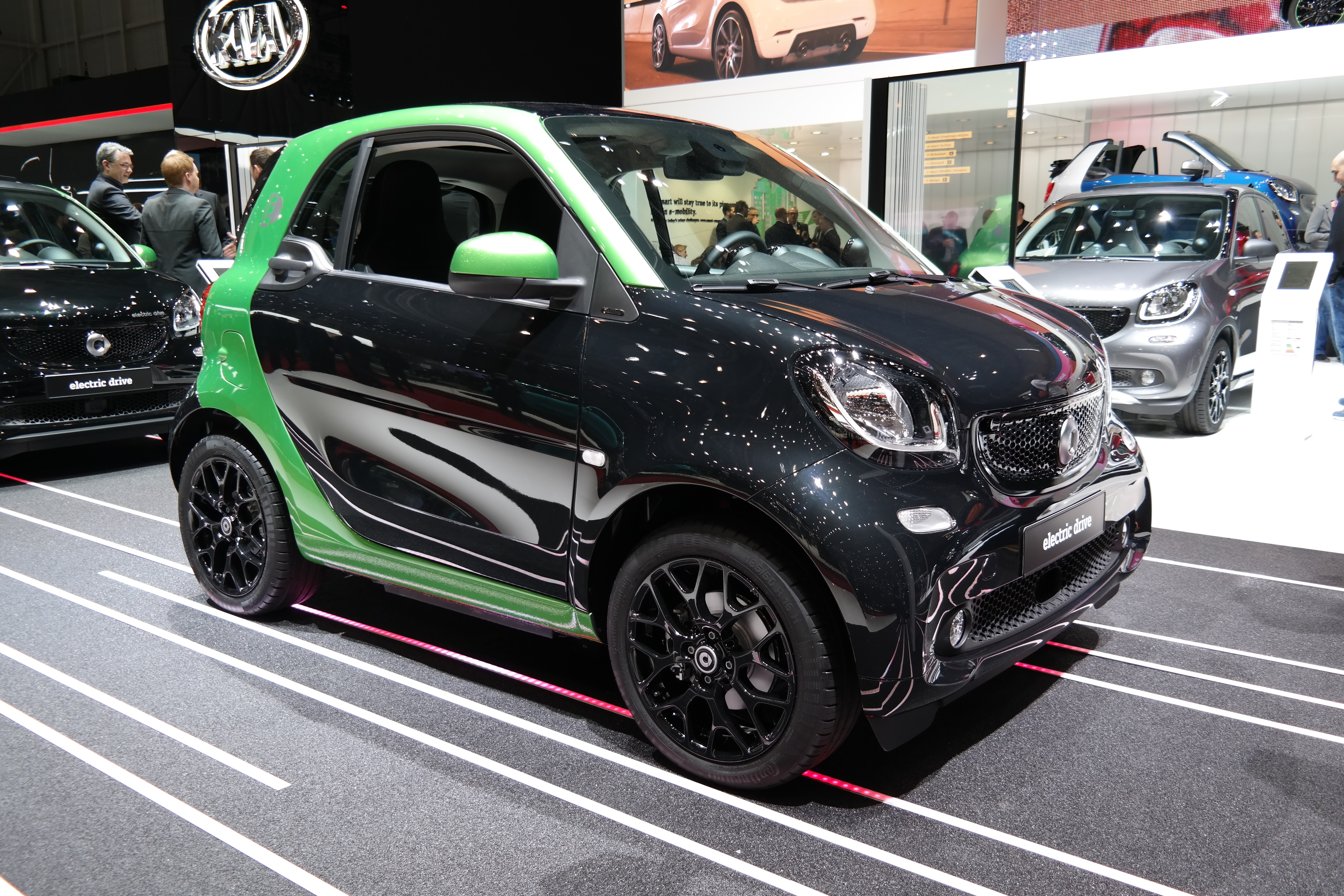
Smart Fortwo ED (2017–2019)
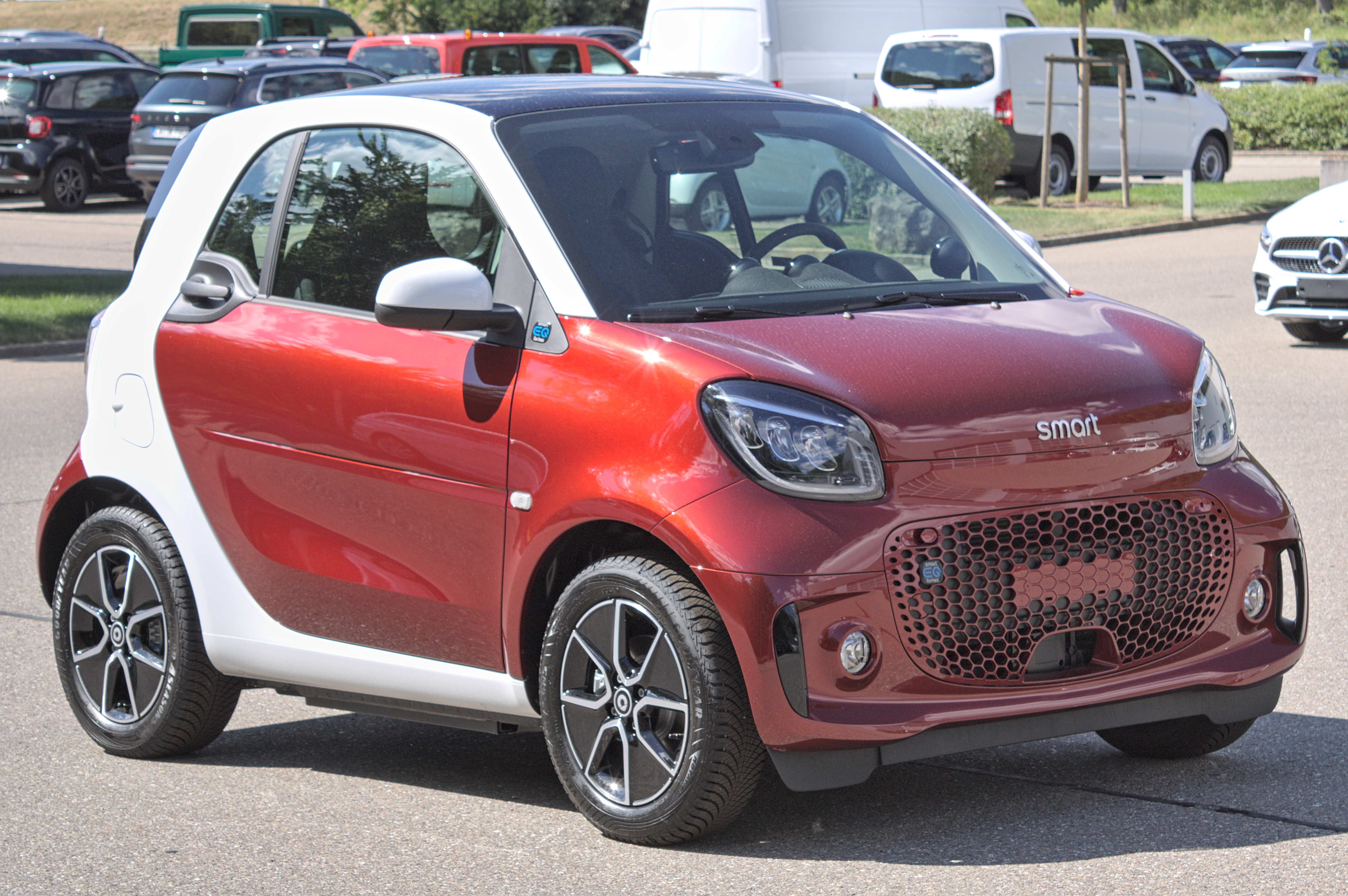
Smart EQ Fortwo (2019–2024)
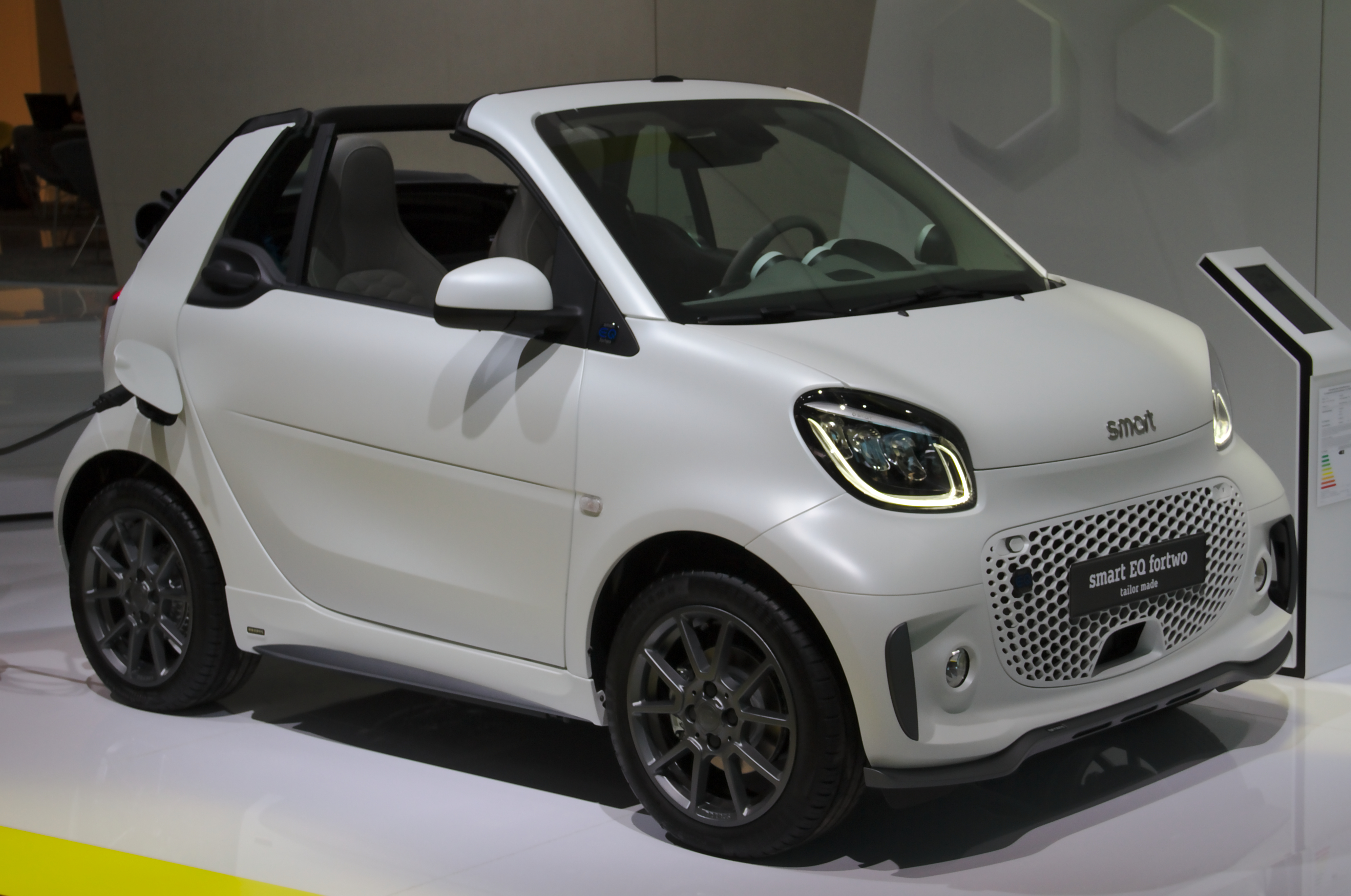
Smart EQ Fortwo Cabrio (2019–2024)